# Apple A7
Pour les articles homonymes, voir A7.
Apple A6 (iPhone) 
 Apple A6X (iPad) Apple A8 (iPhone) 
 Apple A8X (iPad)
L'Apple A7 est un système sur une puce (SoC) basé sur une architecture 64 bits ARM conçu par Apple Inc, utilisant des technologies et fabriqué par la société sud-coréenne Samsung. Il est apparu pour la première fois dans l'iPhone 5s, présenté le 10 septembre 2013. Apple affirme qu'il est jusqu'à deux fois plus rapide et développe jusqu'à deux fois la puissance graphique de son prédécesseur, l'Apple A6. Il est jusqu'à 40 fois plus puissant que le processeur du premier iPhone, d'après Apple.

## Design
La puce A7 utilise l'architecture 64 bits ARMv8 basée sur un processeur bi-cœur et une unité graphique intégrée (iGPU). La microarchitecture ARMv8 double le nombre de registres du A7 comparé au A6. Le SoC A7 inclut plus de 1 milliard de transistors sur une puce de 102 mm2.

## Apple M7
L'Apple M7 est le coprocesseur dédié aux déplacements (GPS, accéléromètre…).

## Produits équipés d'un Apple A7
- iPhone 5s
- iPad Air
- iPad mini 2
- iPad mini 3

## Source
- (en) Cet article est partiellement ou en totalité issu de l’article de Wikipédia en anglais intitulé « Apple A7 » (voir la liste des auteurs).